# Regionalwahlen in Italien 2013
Die Regionalwahlen in Italien 2013 fanden in vier Regionen mit Normalstatut (Lombardei, Latium, Molise und Basilikata) und in zwei Regionen mit Spezialstatut (Friaul-Julisch Venetien und Aostatal) statt.
In der Lombardei, im Latium und in Molise fanden die Wahlen am 24.–25 Februar statt, in Friaul-Julisch Venetien am 21.–22. April, im Aostatal am 26. Mai, in der Basilikata am 17. November.
Am 27. Oktober fanden im Trentino und in Südtirol Landtagswahlen statt.

## Zusammenfassung der Ergebnisse
| Region                             | Mitte-links                                                          | Mitte-rechts                                                         | Movimento 5 Stelle                                                   | Sonstige                                                             | Präsident vor der Wahl                                               |
| ---------------------------------- | -------------------------------------------------------------------- | -------------------------------------------------------------------- | -------------------------------------------------------------------- | -------------------------------------------------------------------- | -------------------------------------------------------------------- |
| Lombardei → Ergebnis               | Umberto Ambrosoli 38,2 %                                             | Roberto Maroni 42,8 %                                                | Silvana Carcano 13,6 %                                               | 5,3 %                                                                | Roberto Formigoni (Mitte-rechts)                                     |
| Latium → Ergebnis                  | Nicola Zingaretti 40,7 %                                             | Francesco Storace 29,3 %                                             | Davide Barillari 20,2 %                                              | 9,8 %                                                                | Renata Polverini (Mitte-rechts)                                      |
| Molise → Ergebnis                  | Paolo Di Laura Frattura 44,7 %                                       | Michele Iorio 25,8 %                                                 | Antonio Federico 16,8 %                                              | 12,7 %                                                               | Michele Iorio (Mitte-rechts)                                         |
| Friaul-Julisch Venetien → Ergebnis | Debora Serracchiani 39,4 %                                           | Renzo Tondo 39,0 %                                                   | Saverio Galluccio 19,2 %                                             | 2,4 %                                                                | Renzo Tondo (Mitte-rechts)                                           |
| Basilikata → Ergebnis              | Marcello Pittella 59,6 %                                             | Salvatore Di Maggio 19,4 %                                           | Piernicola Pedicini 13,2 %                                           | 7,8 %                                                                | Vito De Filippo (Mitte-links)                                        |
|                                    |                                                                      |                                                                      |                                                                      |                                                                      |                                                                      |
| Aostatal → Ergebnis                | keine Direktwahl                                                     | keine Direktwahl                                                     | keine Direktwahl                                                     | keine Direktwahl                                                     | keine Direktwahl                                                     |
| Trentino-Südtirol                  | siehe: Landtagswahl im Trentino 2013 – Landtagswahl in Südtirol 2013 | siehe: Landtagswahl im Trentino 2013 – Landtagswahl in Südtirol 2013 | siehe: Landtagswahl im Trentino 2013 – Landtagswahl in Südtirol 2013 | siehe: Landtagswahl im Trentino 2013 – Landtagswahl in Südtirol 2013 | siehe: Landtagswahl im Trentino 2013 – Landtagswahl in Südtirol 2013 |